# Shaxi (socken i Kina, Zhejiang)
Shaxi (kinesiska: 沙溪, 沙溪乡) är en socken i Kina. Den ligger i provinsen Zhejiang, i den östra delen av landet, omkring 250 kilometer söder om provinshuvudstaden Hangzhou.
Genomsnittlig årsnederbörd är 2 268 millimeter. Den regnigaste månaden är juni, med i genomsnitt 433 mm nederbörd, och den torraste är januari, med 65 mm nederbörd.